# Ен Си Ти
Ен Си Ти (хангъл: 엔시티; на английски: NCT) са южнокорейска момчешка група, формирана от SM Entertainment през 2016 година. Името идва от проекта за локализация Neo Culture Technology (или Технология на Нео Културата), свързан с така наречената „Корейска Вълна“, и е термин, създаден от основателя на компанията SM Entertainment И Су-ман. Името е използвано, за да опише концепцията на групата, която е съставена от неограничен брой членове, разпределени в многобройни подгрупи, базирани в различни градове и държави по света.
Първата подгрупа, NCT U, дебютира на 9 април 2016 г. с дигиталните сингли „The 7th Sense“ (Седмото чувство) и „Without You“ (Без теб).
Втората подгрупа, NCT 127, със седалище в Сеул, дебютира на 7 юли 2016 г. с мини албума NCT #127 и заглавният трак „Fire Truck“ (Пожарникарска Кола).
Третата подгрупа, NCT Dream, дебютира на 24 август 2016 г. с дигиталния сингъл „Chewing Gum“ (Дъвка).
Съобщено е, че следващите подгрупи ще дебютират в Китай, Япония, Тайланд, Виетнам и Индонезия.
На 17 януари 2019 новата подгрупа на Ен Си Ти, WayV, дебютира с песента си „Regular“. Подгрупата се състои от Тен, Кун, УинУин, Лукас и най-новите допълнения в Ен Си Ти – Шяоджун, Хендери и ЯнгЯнг.
Към февруари 2019 г. групата се състои от 23 члена: Теил, Джони, Тейонг, Юта, Кун, Дойонг, Тен, Джехьон, УинУин, Джонгу, Лукас, Марк, Шяоджун, Хендерй, Ронджун, Джено, Хечан, Джемин, ЯнгЯнг, Шотаро, Сонгчан,Чонло и Джисънг, по този начин създавайки NCT.

## История

### Преди дебют
Всички членове на NCT, с изключение на Ронджун и Чонло, са били преди това част от SM Rookies, предебютна група от обучаващи се в SM Entertainment.
През януари 2016 г. основателят на SM Entertainment И Су-ман представя презентация в SM Coex Artium, озаглавена „SMTOWN: Neo Culture Technology 2016“, която говори за плановете на агенцията за нова момчешка група в съответствие със стратегията им за „културно обновяване“.

### 2016: Дебютът на NCT U, NCT 127 и NCT Dream
На 4 април 2016 г. SM Entertainment обявява първата подгрупа на NCT, NCT U (U означава United или „Обединен“), състояща се от шест члена: Теил, Тейонг, Дойонг, Тен, Джехьон и Марк. NCT U издава двоен дигитален сингъл състоящ се от „The 7th Sense“ (Седмото чувство), издаден на 9 април, и „Without You“ (Без теб), издаден на 10 април в две версии (корейска версия, изпята от Теил, Дойонг и Джехьон, и китайска версия, изпята на мандарин, с добавката на Кун от SM Rookies).
На 9 април 2016 г. NCT U прави първото си излъчване с NCT в ефир чрез Naver V-app, като водещ бива Ким Хи-чул от кей-поп групата Super Junior. Същия ден са излъчени и първите им изпълнения на живо в Китай на 16-ите награди Music Feng Yun Bang заедно с другите двама китайски членове – Кун и УинУин. Групата дебютира в Корея чрез музикалната програма на KBS Music Bank на 15 април и впоследствие членовете участват в три сезона на реалити програмата NCT Life, включваща и други SM Rookies.
На 1 юли SM Entertainment обявява и втората подгрупа на NCT, NCT 127. NCT 127 е със седалище в Сеул, а „127“ съответно представлява географската дължина на Сеул. Групата се състои от седем члена: Теил, Тейонг, Юта, Джехьон, УинУин, Марк и Хечан. На 7 юли официално дебютират чрез музикалната програма M Countdown, изпълнявайки заглавния трак „Fire Truck“ (Пожарникарска Кола) и „Once Again“ (Още веднъж) от своя албум. Дебютният им мини албум „NCT #127“ е издаден дигитално на 10 юли и физически копия започват да се разпространяват на 11 юли. На 29 юли групата издава сингъла „Taste The Feeling" (Вкуси усещането) за проекта SM Station в сътрудничество с Coca-Cola.
На 18 август SM Entertainment обявява, че третата подгрупа на NCT, която е наречена NCT Dream (Мечта), ще дебютира. Съставът включва седем члена: Марк, Ронджун, Джено, Хечан, Джемин, Чонло и Чосонг, петима от които са нови попълнения. Първият им сингъл „Chewing Gum“ (Дъвка) е издаден на 24 август, а групата дебютира чрез M Countdown на 25 август.

### 2017: Промоции за NCT 127 и NCT Dream
На 27 декември 2016 г. NCT 127 обявяват, че ще се завърнат с двама нови члена: Дойонг, от NCT U, и напълно новият член Джони. На 5 януари 2017 г. NCT 127 издават два музикални клипа за „Limitless“ и изпълняват песента в M Countdown. Техният втори мини албум „Limitless” е издаден дигитално на 6 януари и физически на 9 януари. Изданието дебютира на първо място в Billboard's World Albums Chart, а заглавната песен по-късно е обявена за една от най-добрите K-pop песни на годината от Dazed.
На 1 февруари 2017 г. NCT Dream разкрива, че ще издадат първия си физически сингъл „The First” на 9 февруари. От SM Entertainment има изявление, че Джемин няма да участва в този промоционален период поради здравословни проблеми, свързани с влошаване на вече получена дискова херния. NCT Dream се завръщат на сцената на M Countdown, изпълнявайки сингъла „My First and Last“ и „Dunk Shot“. На 14 февруари NCT Dream печели първото място на 100-тния епизод на шоуто на SBS MTV, отбелязвайки първата по рода си победа в музикалното шоу за NCT. NCT Dream са обявени и за официалните посланици на Световното първенство по футбол за младежи на ФИФА. Поради събитието издават официалната тематична песен на турнира, „Trigger the Fever“, на 15 март.
На 8 март членовете на NCT 127 Джони и Джехьон са обявени за диджеи на новата програма на SBS Power FM, „NCT’s Night Night“, която започва да се излъчва на 20 март.
На 14 юни NCT 127 издават своя трети мини албум, „Cherry Bomb”. Те се завръщат на сцената на M Countdown, изпълнявайки новите песни „Cherry Bomb“ и „0 Mile“. „Cherry Bomb” е забранена за излъчване по телевизиите и радио станциите в Корея, поради агресивния текст на песента. SM отказват да извършат промени в текста на песента и това води до скандал в медиите. Въпреки това, Билборд и Idolator по-късно обявяват „Cherry Bomb“ за една от най-добрите K-pop песни на годината.
На 17 август NCT Dream издава първия си мини албум „We Young” и се завръщат отново на сцената на M Countdown за първото ѝ представяне на живо. През декември NCT Dream издава първата си коледна песен „Joy“.

### 2018 – 2019: Нови членове, мащабни проекти, NCT 2018 Empathy
През януари 2018, подгрупата NCT U (състояща се от Теил, Дойонг и Джехьон) пуска сингъла „Timeless“ като част от проекта SM Station.
В средата на януари SM Entertainment представя NCT 2018, проект, включващ дотогава всичките 18 членове на Ен Си Ти. На 30 януари SM публикува видеоклип, озаглавен „NCT 2018 Yearbook # 1“, който включва всички предишни членове и представя новите членове Кун, Лукас и Чонгу. През февруари NCT публикува поредица от онлайн документални видеоклипове, озаглавени NCTmentary като част от проекта NCT 2018.
На 14 март NCT издава първия си пълнометражен албум, NCT 2018 Empathy. Албумът включва шест сингъла, показващи всички текущи подгрупи на NCT: „Boss“, „Baby Don't Stop“, „Yestoday“ (NCT U), „Go“ (NCT Dream), „Touch“ (NCT 127) и „Black on Black“ (NCT 2018).
На 5 май NCT оглавява класацията за нововъзникнали музиканти на Billboard, отбелязвайки първия път, в който K-pop група е водеща в листата.
На 3 септември NCT Dream издава втория си сингъл „We Go Up“ със заглавна песен със същото име. Възникват слухове, че Марк ще напусне NCT Dream след завършване на промоциите, поради факта, че вече е навършил деветнадесет години (максималната възраст за участие в NCT Dream).
На 12 октомври NCT 127 издава първия си пълнометражен албум, „Regular-Irregular”, със заглавна песен „Regular“. С добавянето на Чонгу, размерът на групата е официално разширен до 10 члена. За този албум NCT 127 се фокусира върху промоции в Америка.
На 23 ноември NCT 127 пуска препакетираното издание на „Regular-Irregular”, озаглавено „Regulate”, заедно със заглавна песен „Simon Says“. Обявено е, че УинУин няма да участва в дейноститете по промотиране на албума, за да се подготви за дебюта си с WayV.
На 28 декември NCT Dream пуска сингъла „Light Candle“ като част от SM Station.
На 31 декември, с края на календарната година, по официално изявление от SM Entertainment, Марк напуска NCT Dream.

### 2019: Дебют на WayV, концертно турне на NCT 127 и нови проекти на NCT Dream
На 31 декември 2018 г. SM Entertainment обявява четвъртата суб-група на NCT, „WayV (威神 V)“. Групата е със седалище в Китай и се състои от 7 члена: Кун, УинУин, Тен, Лукас, Хендери, Шяоджун и ЯнгЯнг. WayV се управлява от LABEL V, китайска компания, която си сътрудничи с продукцията на SM. Групата официално дебютира на 17 януари 2019 г. с китайска версия на „Regular“ и съпровождащ видеоклип. Дебютният им албум включва и китайска версия на „Come Back“ също както и нов оригинален сингъл, наречен „Dream Launch“, за който на 24 януари е издаден и видеоклип.
На 9 май 2019 г. WayV се завръща, издавайки първия си мини-албум Take Off-the 1st Mini Album, заедно с нов музикален клип за заглавната им песен Take Off.
На 24 май е издаден четвъртият мини-албум на NCT 127, We Are Superhuman, който e обявен на 18 едновременно с издаването на новия им албум „Awaken”. Това е предшествано от първото им концертно турне, „Neo City - The Origin”, което започва през януари със спирки в Корея, Япония, Северна Америка и Европа.
На 6 юни NCT Dream издава песента Don't Need Your Love чрез проекта SM Station в сътрудничество с британския изпълнител HRVY. NCT Dream издава третия си мини-албум, „We Boom”, и заглавната му песен, Boom, на 26 юли.

### 2020: Нови проекти за NCT 127 и преструкториране на NCT Dream
На 27 януари NCT 127 пускат музикален видеоклип за подаръчна песен, озаглавена „Dreams Come True“. Последвана е от излизането на втория им студиен албум „Neo Zone” на 6 март, със заглавната песен „Kick It“. Тази песен е третата им подред, в която не участва УинУин, който промотира с WayV. Тя официално бележи и завръщането на Чонгу, който беше в почивка по здравословни причини. На 7 април беше обявено и от SM Entertainment, че ще издадат препакетирана версия на албума, а именно „Neo Zone: The Final Round”, със заглавната песен „Punch“, през 19 май.
На 14 април NCT Dream обявяват, че ще пуснат четвъртия си мини албум „Reload”, като „Ridin'”е заглавната песен, на 29 април с членовете Ронджун, Джено, Хечан, Джемин, Чонло и Чисонг. След промоциите на албума, те ще премахнат оригиналната си концепция, в която членовете се „дипломират“, когато навършат 20 години в корейска възраст (19 в международен план) и ще продължат със седем членове, заедно с напусналия член Марк.
През май 2020 г. се предвижда три подгрупи на NCT да провеждат онлайн концерти на живо, организирани съвместно от SM Entertainment и Naver на първата в света технологична услуга за предаване на концерти на живо „Beyond LIVE”. Концертите на живо на WayV, NCT Dream и NCT 127 са насрочени съответно за 3, 10 и 17 май.

## Членове
- Теил (태일)
- Джони (쟈니)
- Тейонг (태용)
- Юта (유타)
- Кун (쿤)
- Дойонг (도영)
- Тен (텐)
- Джехьон (재현)
- УинУин (윈윈)
- Джонгу (정우)
- Лукас (루카스)
- Марк (마크)
- Шяоджун (샤오쥔)
- Хендерй (헨드리)
- Ронджун (런쥔)
- Джено (제노)
- Хечан (해찬)
- Джемин (재민)
- ЯнгЯнг (양양)
- Шотаро (쇼타로)
- Сонгчан (성찬)
- Чонло (천러)
- Чисонг (지성)

## Подгрупи
- NCT U – членовете се сменят, в зависимост от концепцията;
- NCT 127 – Теил, Тейонг, Джони, Юта, Дойонг, Джехьон, УинУин, Чонгу, Марк и Хечан; съставът не се променя, т.е постоянен състав;
- NCT Dream – Марк, Ронджун, Джено, Хечан, Джемин, Чонло и Чисонг - членовете са 7, но в зависимост от концепцията за всеки къмбек, могат да промотират само някои от тях.
- WayV – Кун, УинУин, Тен, Лукас, Хендери, Шяоджун и ЯнгЯнг.